# Kristina Orbakaite
Kristina Orbakaite (Кристина Эдмундовна Орбакайте, * 25. května 1971 Moskva) je ruská zpěvačka pop music a herečka. Její matkou je zpěvačka Alla Pugačova a otcem litevský cirkusový artista Mykolas Orbakas. V televizi vystupuje od svých sedmi let, patří k předním představitelkám ruské estrádní hudby, do níž vnáší prvky rocku a synthpopu, vydala šestnáct dlouhohrajících desek. V roce 1983 hrála hlavní roli v dětském filmu Hastroš, účinkovala také v Moskevském uměleckém akademickém divadle a v televizním seriálu Moskevská sága. V letech 2000 a 2002 získala cenu World Music Awards pro komerčně nejúspěšnějšího ruského hudebního interpreta, v roce 2013 byla jmenována zasloužilou umělkyní Ruské federace. Má tři děti, jejím třetím manželem je podnikatel Michail Zemcov.